# Trachyrhinus sonoranus
Trachyrhinus sonoranus is een hooiwagen uit de familie Sclerosomatidae.